# Pim van Boetzelaer van Oosterhout
Carel Godfried Willem Hendrik, baron van Boetzelaer van Oosterhout, plus connu sous le nom de Pim van Boetzelaer van Oosterhout, né le 17 novembre 1892 à Amersfoort et mort le 20 mai 1986 à Ubbergen, est un homme politique et diplomate néerlandais.

## Biographie
Issu d'une famille noble, il est ministre des Affaires étrangères après la Seconde Guerre mondiale, dans le premier cabinet de Louis Beel, entre le 3 juillet 1946 et le 7 août 1948. Il signe, pour les Pays-Bas, le Traité de Bruxelles en 1948.
Il est ambassadeur à Washington, D.C. de mai à août 1940, et à Paris du 1er décembre 1948 au 1er décembre 1957.

## Distinctions
- Commandeur de l'ordre d'Orange-Nassau
- Chevalier de l'ordre du Lion néerlandais